# First Impact
First Impact – debiutancki minialbum południowokoreańskiej grupy Kep1er, wydany 3 stycznia 2022 roku przez wytwórnię Wake One Entertainment. Płytę promował singel „Wa Da Da”.

## Lista utworów
| CD | CD                                     | CD | CD | CD                                                  | CD      |
| Nr | Tytuł utworu                           | Tekst | Kompozycja | Aranżacja                                           | Długość |
| -- | -------------------------------------- | --- | --- | --------------------------------------------------- | ------- |
| 1. | „See the Light”                        | Park Woo-sang                                                                                               | Park Woo-sang, Lee Sang-won | Park Woo-sang, Lee Sang-won                         | 1:51    |
| 2. | „Wa Da Da”                             | BuildingOwner (PrismFilter), Elum (PrismFilter), Shannon, Danke, Hwang Yu-bin, Odal Park, Lee Seu-ran, Kako | BuildingOwner (PrismFilter), Elum (PrismFilter), Shannon | BuildingOwner (PrismFilter)                         | 3:03    |
| 3. | „MVSK”                                 | Jeong Ho-hyeon (E.one)                                                                                      | Jeong Ho-hyeon (E.one) | Jeong Ho-hyeon (E.one)                              | 3:10    |
| 4. | „Shine” (Kep1er ver.)                  | Isran, Inner Child (MonoTree), Seo Ha-young (MonoTree), Albi Albertsson (Mussashi), Mia Kemppainen          | Albi Albertsson (Mussashi), Mia Kemppainen, Kanata Okajima, Hautboi Rich, Inner Child (MonoTree), Seo Ha-young (MonoTree), Ryan Kim, Peter Chun, Sabrina Salmon | Albi Albertsson (Mussashi)                          | 3:34    |
| 5. | „Another Dream” (Kep1er ver.)          | Park Soo-seok, Seo Ji-eun, Wang Yu-rim                                                                      | Park Soo-seok, Seo Ji-eun | Park Soo-seok, Seo Ji-eun                           | 3:21    |
| 6. | „O.O.O (Over&Over&Over)” (Kep1er ver.) | Jeong Ho-hyeon (E.one), Hwang Hyun-hyeon (MonoTree), Girls Planet 999                                       | Jeong Ho-hyeon (E.one), Hwang Hyun-hyeon (MonoTree) | Jeong Ho-hyeon (E.one), Hwang Hyun-hyeon (MonoTree) | 4:07    |

## Notowania
| Lista                                    | Pozycja |
| ---------------------------------------- | ------- |
| South Korean Albums (Circle)             | 1       |
| Finnish Albums (Suomen virallinen lista) | 19      |
| Japanese Albums (Oricon)                 | 2       |
| Japanese Hot Albums (Billboard Japan)    | 10      |

## Nagrody w programach muzycznych
| Program            | Data             | Źródło |
| ------------------ | ---------------- | ------ |
| M Countdown (Mnet) | 13 stycznia 2022 | [ 6 ]  |
| M Countdown (Mnet) | 20 stycznia 2022 | [ 7 ]  |
| Music Bank (KBS2)  | 14 stycznia 2022 | [ 8 ]  |

## Sprzedaż
| Kraj             | Sprzedaż |
| ---------------- | -------- |
| Korea Południowa | 393 063  |
| Japonia          | 35 427   |